# Karel Vilém z Auerspergu
Karel (Carlos) Vilém Filip kníže z Auerspergu (německy Karl (Carlos) Wilhelm Philipp Fürst von Auersperg; 1. května 1814 Praha – 4. ledna 1890 Praha) byl česko-rakouský šlechtic a politik, předseda rakouské vlády (1867–1868). Jako příslušník starého šlechtického rodu dosáhl řady dalších titulů, hodností a vyznamenání. V Čechách vlastnil velkostatek Vlašim. Jeho mladší bratr Adolf Karel Daniel (1821–1885) byl předsedou rakouské vlády v letech 1871–1879.

## Životopis

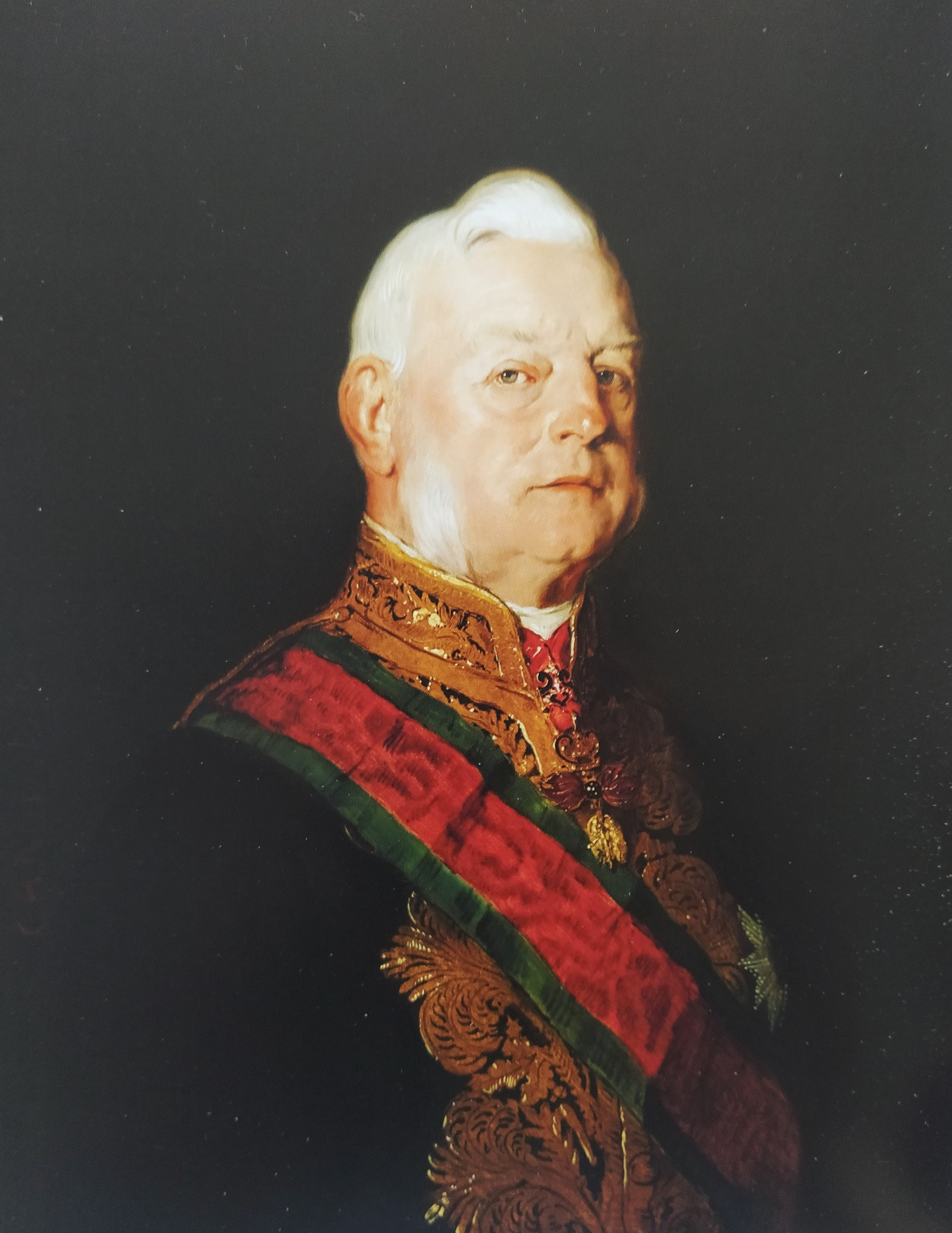
Kníže Karel Vilém z Auerspergu ve slavnostní uniformě nejvyššího maršálka Českého království s dekorací Řádu zlatého rouna (1882, Hans Canon, Národní muzeum Praha)

Pocházel ze starého šlechtického rodu Auerspergů. Narodil se v Praze jako čtvrtý potomek a prvorozený syn knížete Karla Viléma z Auerspergu (1782–1827) a jeho druhé manželky Frideriky von Lenthe (1791–1860). 
Studoval práva Karlově univerzitě v Praze a poté procestoval několik evropských zemí, zajímal se o vědy a umění. Od roku 1840 byl politicky činný ve Sněmu království Českého a stál v opozici vůči politice kancléře Metternicha. Po revoluci v roce 1848 se stáhl z politického dění do ústraní. Aktivním politikem se stal znovu až po pádu Bachova absolutismu (1859). Do Sněmu království Českého se vrátil v roce 1861 a jeho členem byl s přestávkami až do roku 1883. Od roku 1861 byl dědičným členem Panské sněmovny Říšské rady a v letech 1861–1867 jejím prezidentem. Krátce po přijetí prosincové ústavy se stal ministerským předsedou Předlitavska a v listopadu 1868 podal demisi kvůli rozdílným názorům s říšským kancléřem Friedrichen Ferdinandem von Beustem. Později byl znovu předsedou Panské sněmovny (1868–1869 a 1871–1879), souběžně nadále zasedal v Českém zemském sněmu. V letech 1872–1883 zastával funkci nejvyššího maršálka Českého království.

## Tituly a ocenění
Po otcově úmrtí v roce 1827 se stal nositelem titulu knížete s nárokem na oslovení Jeho Jasnost (Seine Durchlaucht). V roce 1852 obdržel Řád zlatého rouna a o rok později byl jmenován c. k. tajným radou. V roce 1863 získal velkokříž Řádu sv. Štěpána. Jako hlava rodu Auerspergů byl též uživatelem dalších čestných hodností a titulů.

## Majetkové a rodinné poměry

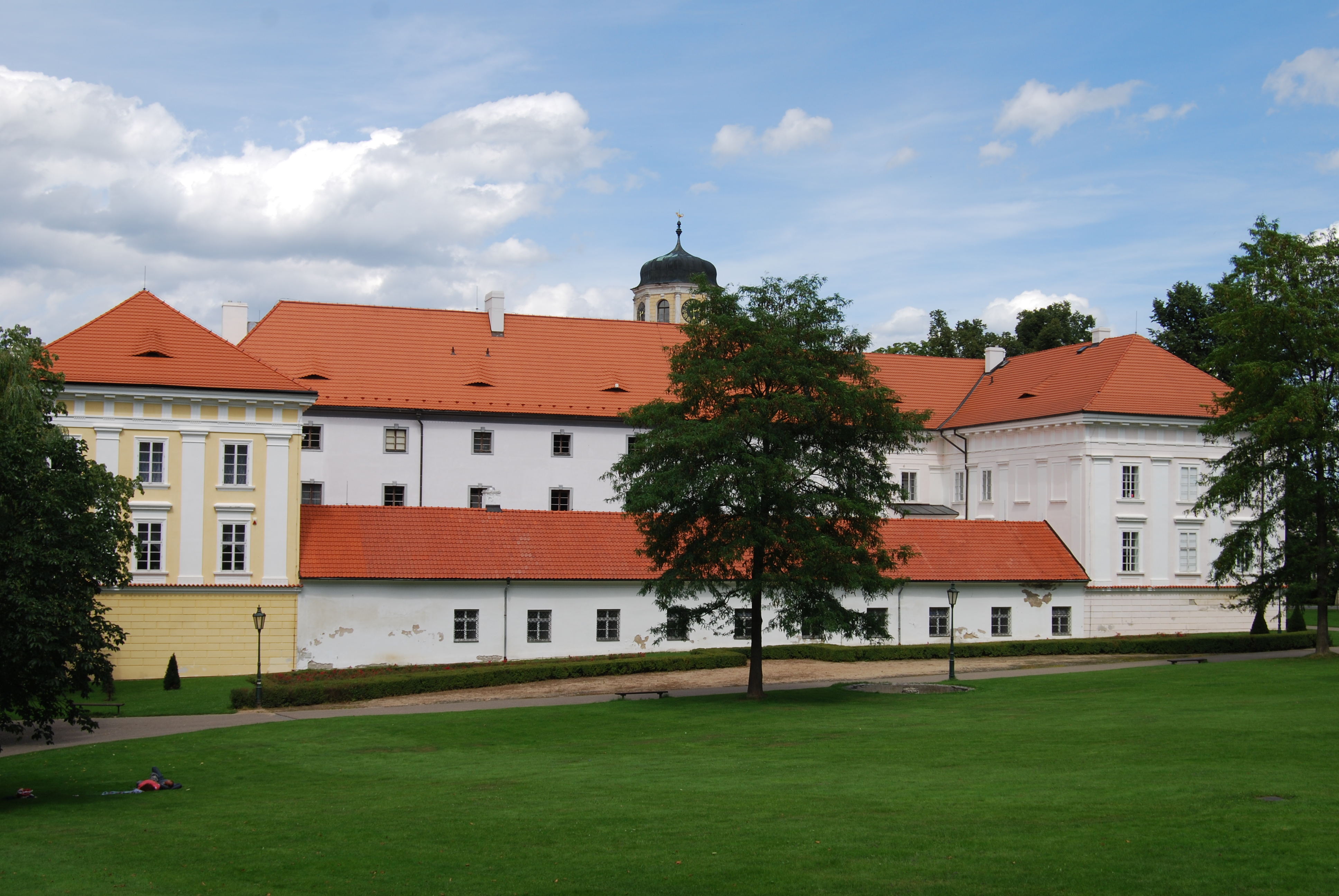
Zámek Vlašim, hlavní sídlo knížete Karla Auersperga

Po otci byl dědicem panství Vlašim a dalších statků. K velkostatku Vlašim patřilo 4 864 hektarů půdy a v době jeho otce byla hodnota vyčíslena na jeden milión zlatých. Zámek Vlašim prošel za knížete Karla Auersperga stavebními úpravami, protože rodina zde příležitostně sídlila.
Ve Vlašimi se 18. srpna 1851 oženil s uherskou šlechtičnou Ernestinou hraběnkou Festetiscovou z Tolny (1831–1901), pozdější c. k. palácovou dámou a dámou Řádu hvězdového kříže. Její starší sestra Johanna se později provdala za Karlova bratra Adolfa. Manželství Karla a Ernestiny zůstalo bezdětné, dědicem knížecího titulu a velkostatků v Čechách se stal synovec Karel Alexandr (1859–1927).
Díky sňatkům svých starších sester byl Karel spřízněn s několika dalšími významnými osobnostmi, jeho švagry byli c. k. generál jezdectva hrabě Heřman z Nostic-Rienecku (1812–1895) nebo český a říšský poslanec Kristián Koc z Dobrše (1806–1883). Karlův mladší bratr Alexander (1818–1866) sloužil v armádě a dosáhl hodnosti c. k. generálmajora.